# Manzaneruela
Manzaneruela es la única pedanía actualmente habitada del municipio conquense de Landete, situado en la Comunidad Autónoma de Castilla-La Mancha (España). 
En 2020 contaba con una población de 60 habitantes.
La iglesia está dedicada a san Quirico.

## Localidades limítrofes
Confina con las siguientes localidades:
- Al noreste con Santa Cruz de Moya.
- Al sur con Graja de Campalbo.
- Al oeste con Landete.
- Al noroeste con Santo Domingo de Moya.

## Demografía
Evolución de la población
| Gráfica de evolución demográfica de Manzaneruela entre 2000 y 2020 |
|                                                                    |
| Población de derecho (2000-2017) según el padrón municipal del INE |

## Historia
Así se describe a Manzaneruela en el tomo XI del Diccionario geográfico-estadístico-histórico de España y sus posesiones de Ultramar, obra impulsada por Pascual Madoz a mediados del siglo XIX:

Lugar con ayuntamiento en la provincia y diócesis de Cuenca (13 leguas), partido judicial de Cañete (6), audiencia territorial de Albacete (19) y capitanía general de Castilla la Nueva (Madrid 39); Situado al extremo E de la provincia, con clima frío, bien ventilado y sano. Tiene 23 casas de mala construcción; la iglesia parroquial es aneja de la de Moya y está servida por un teniente y un sacristán; el agua escasea, pero la poca que hay es buena. Confina el término por N con Moya; E Santa Cruz de Moya; S Graja de Campalbo, y O Landete; el terreno es de mediana calidad, y se hallan reducidas a cultivo 600 fanegas de tierra, que producen 4 por 1; los caminos son locales y el de Teruel a Requena en estado regular; la correspondencia se recibe de Moya. Producciones: trigo, cebada, centeno, vino, patatas, miel exquisita y cera; se cría ganado lanar, cabrío y vacuno, aunque en corta cantidad; y caza de liebres, perdices y conejos. Industria: la agrícola, y comercio: la exportación de algunos productos del país. Población: 28 vecinos, 111 almas. Capital productivo: 191.680 reales. Imponible: 9.584. El presupuesto municipal no tiene cuota fija y se reparte entre el vecindario su importe.
Diccionario geográfico-estadístico-histórico de España y sus posesiones de Ultramar